# Leszek Iwanicki
Leszek Iwanicki (né le 12 août 1959 à Varsovie en Pologne) est un joueur de football polonais, qui jouait au poste de milieu de terrain.